# Synandreae
Synandreae Raf., 1837 è una tribù di piante spermatofite dicotiledoni appartenenti alla famiglia delle Lamiaceae (ordine delle Lamiales).

## Etimologia
Il nome della tribù deriva dal suo genere tipo: Synandra Nutt. la cui etimologia deriva da due parole greche: "syn" ( = uniti) e "andros" ( = androceo, stami) e significa "stami coerenti". Il nome scientifico della tribù è stato definito dal biologo e archeologo statunitense, di origine franco-tedesca, Constantine Samuel Rafinesque-Schmaltz (Galata, 22 ottobre 1783 – Filadelfia, 18 settembre 1840) nella pubblicazione "Flora Telluriana - 3: 84. Nov-Dec 1837." del 1837.

## Descrizione

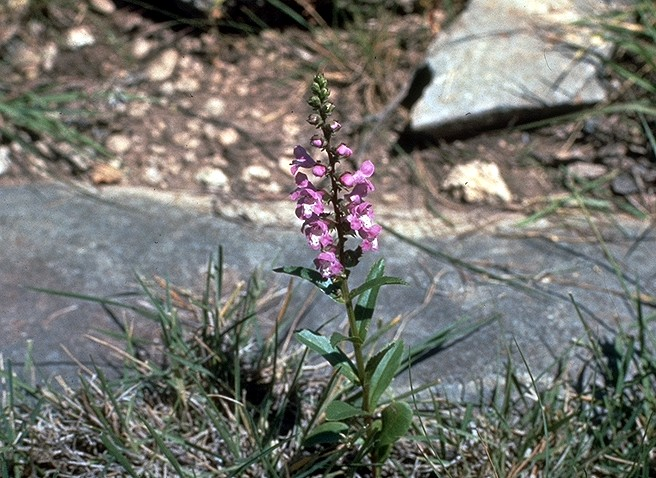
Il portamento
Warnockia scutellarioides

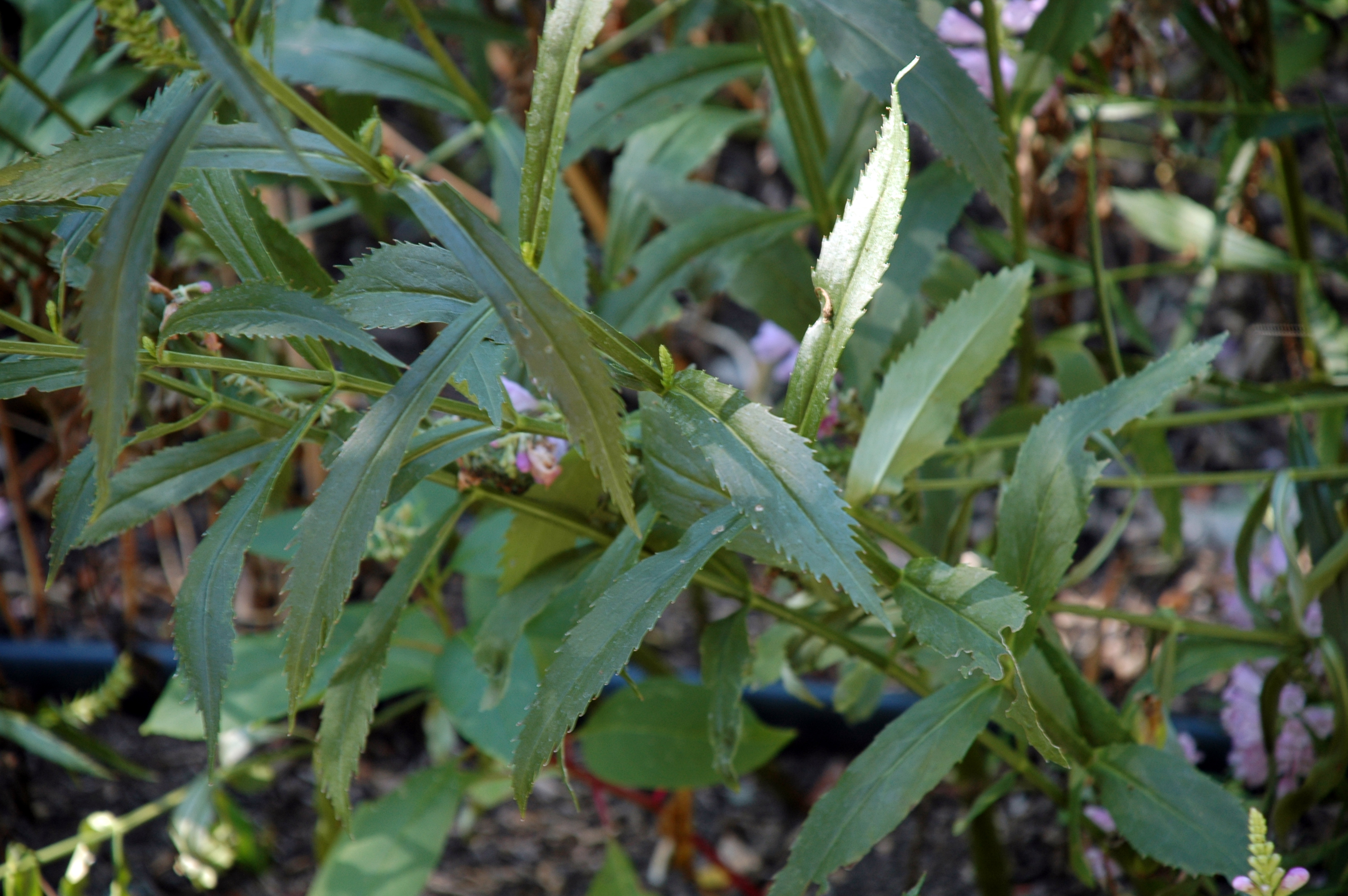
Le foglie
Physostegia virginiana

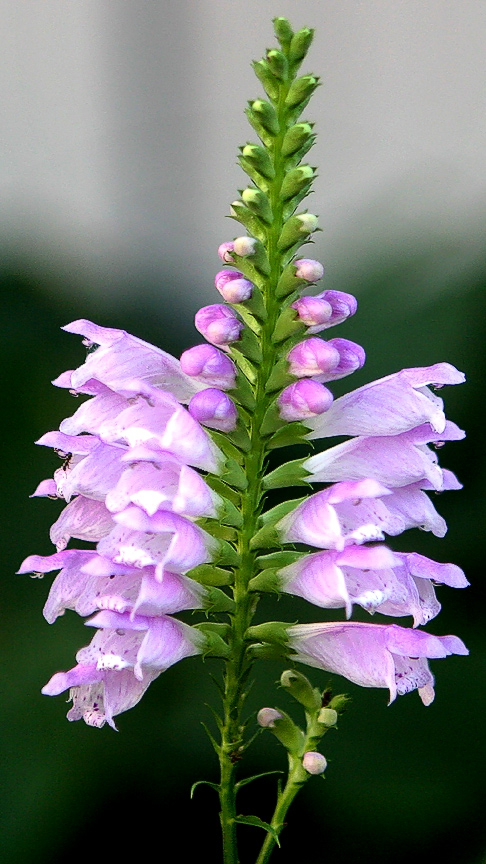
Infiorescenza
Physostegia virginiana

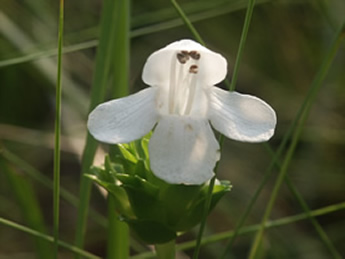
Il fiore
Macbridea alba

- Il portamento delle specie di questa tribù è erbaceo, annuale (o anche biennale in Synandra) o rizomatoso perenne. L'indumento, al di sotto dell'infiorescenza, è glabro o subglabro per peli semplici. Il fusto ha una sezione quadrangolare a causa della presenza di fasci di collenchima posti nei quattro vertici, mentre le quattro facce sono concave. In queste piante (non tutte) sono inoltre presenti ghiandole contenenti oli eterei che emanano caratteristici aromi.[5][6][7][8]
- Le foglie lungo il caule sono disposte in modo opposto; sono perlopiù sessili o anche amplexicauli; quelle basali sono picciolate. Le forme sono da strettamente lanceolate a cordate o ampiamente cordate con bordi seghettati. La superficie in genere è glabra.
- Le infiorescenze sono di tipo racemoide. In genere sono formate da verticilli ascellari sovrapposti. Ogni verticillo è composto da alcuni fiori disposti circolarmente poggianti su due foglie; talvolta sono dei glomeruli capitati. Le foglie del verticillo seguente sono disposte in modo alternato. I fiori sono sessili o cortamente pedicellati. In genere le bratteole sono assenti.
- I fiori sono ermafroditi, zigomorfi, tetrameri (4-ciclici), ossia con quattro verticilli (calice – corolla - androceo – gineceo) e pentameri (5-meri: la corolla e il calice sono a 5 parti). Sono inoltre omogami (autofecondanti).

- Formula fiorale. Per la famiglia di queste piante viene indicata la seguente formula fiorale:

X, K (5), [C (2+3), A 2+2] G (2), (supero), drupa, 4 nucule
- Calice: il calice è gamosepalo e persistente con forme da campanulate a tubulose. In alcune specie diventa piatto alla fruttificazione. Termina con 5 lobi uguali (calice attinomorfo), in altri casi termina con due labbra con struttura tipo 2/3 oppure 3/2 (con lobi poco profondi) e all'antesi si presenta con le labbra spalancate diventando poi chiuse alla fruttificazione, in altri casi i lobi sono 3 (struttura 1/3), oppure 4. La superficie del calice è percorsa da alcuni (5 - 10) nervi.

- Corolla: la corolla, gamopetala e zigomorfa, alla base ha la forma di un tubo e termina in modo fortemente bilabiato con 4 - 5 lobi totali con un raggruppamento di tipo 1/3 nel primo caso e 2/3 nel secondo. Il labbro posteriore (quello in vista superiore) è eretto, piatto oppure a forma di un leggero cappuccio con apice bilobato. Il labbro anteriore (quello in vista bassa), con un portamento patente, è formato da tre lobi con quello centrale più grande degli altri due. I bordi delle labbra possono essere intere o profondamente smarginate. Le fauci internamente a volte sono circondate da un anello di peli obliqui (caratteristica comune a molte labiate per impedire l'accesso ad insetti più piccoli e non adatti all'impollinazione). I colori della corolla sono da bianco o lavanda a rossiccio-violetto.

- Androceo: l'androceo possiede quattro stami didinami (tutti uguali o il paio posteriore è leggermente più lungo) tutti fertili e poco sporgenti dalla corolla. I filamenti sono adnati alla corolla e sono villosi. Le antere sono ravvicinate a coppie e sono biloculari; in alcune specie sono barbate sulla faccia ventrale. Le teche sono parallele (o asimmetricamente divergenti) ma non confluenti (sono separate da 1 - 6 piccoli denti); eventualmente le teche degli stami anteriori sono fuse; la deiscenza è longitudinale. I granuli pollinici sono del tipo tricolpato o esacolpato. Il nettario è un disco ricco di sostanze zuccherine ed ha la forma di un lobo più grande dell'ovario.

- Gineceo: l'ovario è supero formato da due carpelli saldati (ovario bicarpellare) ed è 4-loculare per la presenza di falsi setti divisori all'interno dei due carpelli. La placentazione è assile. Gli ovuli sono 4 (uno per ogni presunto loculo), hanno un tegumento e sono tenuinucellati (con la nocella, stadio primordiale dell'ovulo, ridotta a poche cellule). Lo stilo inserito alla base dell'ovario (stilo ginobasico) è del tipo filiforme. Lo stigma è bifido con lobi uguali o leggermente ineguali. Lo stilo è incluso nel tubo corollino.

- Il frutto è uno schizocarpo composto da 1 - 4 nucule con forme obovoidi, trigone e superficie glabra o pubescente, liscia o raramente verrucosa. I frutti spesso rilasciano i semi con facilità (sono fragili).

## Riproduzione
- Impollinazione: l'impollinazione avviene tramite insetti tipo ditteri e imenotteri (impollinazione entomogama).[8]
- Riproduzione: la fecondazione avviene fondamentalmente tramite l'impollinazione dei fiori (vedi sopra).
- Dispersione: i semi cadendo a terra (dopo essere stati trasportati per alcuni metri dal vento – disseminazione anemocora) sono successivamente dispersi soprattutto da insetti tipo formiche (disseminazione mirmecoria).[11] I semi hanno una appendice oleosa (elaisomi, sostanze ricche di grassi, proteine e zuccheri) che attrae le formiche durante i loro spostamenti alla ricerca di cibo.[12]

## Distribuzione e habitat
La distribuzione delle pante di questa tribù è fondamentalmente Nordamericana. L'habitat tipico, per alcune specie, sono i terreni sabbiosi, per altre le zone umide o boschi mesofiti oppure i suoli calcarei.

## Tassonomia
La famiglia di appartenenza della tribù (Lamiaceae), molto numerosa con circa 250 generi e quasi 7000 specie, ha il principale centro di differenziazione nel bacino del Mediterraneo e sono piante per lo più xerofile (in Brasile sono presenti anche specie arboree). Per la presenza di sostanze aromatiche, molte specie di questa famiglia sono usate in cucina come condimento, in profumeria, liquoreria e farmacia. La famiglia è suddivisa in 7 sottofamiglie; la tribù Synandreae appartiene alla sottofamiglia Lamioideae.

### Filogenesi

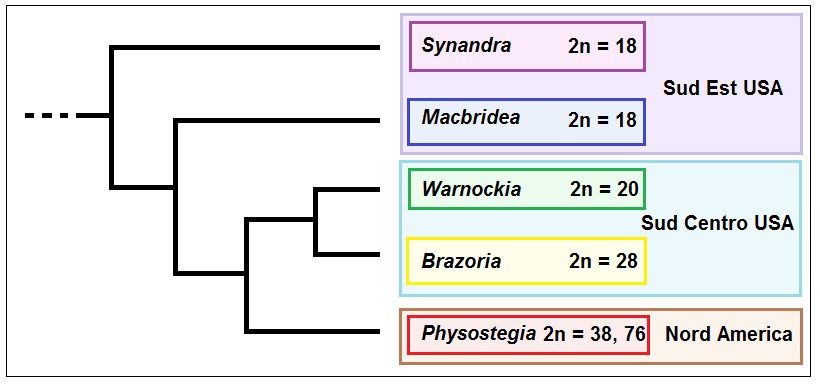
Cladogramma della tribù

Il gruppo di generi nordamericani di questa tribù formano un clade monofiletico altamente supportato. La monofilia di questi generi è supportata anche da un'unica sinapomorfia morfologica: una infiorescenza racemosa con fiori sessili (o poco pedicellati). Un altro carattere comune è la presenza di villi sui filamenti staminali (ma non è una sinapomorfia per le Synandreae in quanto altri generi di altre tribù presentano lo stesso carattere). All'interno della tribù tutti e cinque i generi sono monofiletici e facilmente distinguibili uno dall'altro. Il genere monotipo Synandra è "gruppo fratello" del resto della tribù e si differenzia per i calici a consistenza membranosa con 4 lobi e per le foglie lungamente picciolate e con pubescenza su entrambe le facce. Anche l'altro genere monotipo Warnockia si distingue facilmente per l'indumento glabro e le foglie sessili. Il clade più interno è formato dai generi Warnockia, Brazoria e Physostegia. Le relazioni molecolari dimostrano che i cinque generi della tribù sono fondamentalmente "gruppo fratello" del grande genere eurasiatico Stachys. È probabile quindi che le Synandreae, originarie inizialmente del Vecchio Mondo, siano migrate nel Nord America stanziandosi inizialmente nel Sud-Est del continente; in seguito si sono avuti dei fenomeni di dispersione verso Ovest e il Nord. Queste dispersioni sono correlate anche dal contemporaneo aumento del numero cromosomico nella stessa direzione geografica (vedere il cladogramma).
Il cladogramma a lato, tratto dallo studio citato e semplificato, dimostra la struttura interna della tribù.
Il numero cromosomico delle specie di questa tribù è vario: 2n = 18, 20, 28, 38 e 76.

### Composizione della tribù
La tribù attualmente è formata da 5 generi e 18 specie:
| Genere                           | Numero specie                                                         | Distribuzione                        |
| -------------------------------- | --------------------------------------------------------------------- | ------------------------------------ |
| Brazoria Engelm. & A. Gray, 1845 | 2                                                                     | Texas                                |
| Macbridea Elliott ex Nutt., 1818 | 2                                                                     | Stati Uniti (meridionali)            |
| Physostegia Benth., 1829         | 12                                                                    | Dal Canada al Messico settentrionale |
| Synandra Nutt., 1818             | Una specie: Synandra hispidula (Michx.) Baill.                        | Monti Appalachi                      |
| Warnockia M.W. Turner, 1996      | Una specie: Warnockia scutellarioides (Engelm. & A. Gary) M.W. Turner | Dal Texas al Messico settentrionale  |